# Aggregat 11
Aggregat 11 (kurz: A11) war die Bezeichnung eines deutschen Raketenprojekts im Zweiten Weltkrieg sowie einer Raketenstufe. Die Aggregat 11 als Startstufe sollte in Verbindung mit der Aggregat 10 und der Aggregat 9 den Aufbau eines Satellitenträgers ermöglichen und über Tragflächen verfügen. Der ganze mehrstufige Satellitenträger sollte eine Startmasse von 500 Tonnen, einen Startschub von 11.000 kN, einen Durchmesser von 8,10 m, eine Spannweite von 16,50 m und die Aggregat 11 als Startstufe eine Länge von 25,00 m haben. Das Projekt kam über Gedankenspiele nicht hinaus.